# Yo soy así, Tita de Buenos Aires
Yo soy así, Tita de Buenos Aires es una película argentina dramática-biográfica de 2017 dirigida por María Teresa Costantini. La película narra la vida de (y rinde un homenaje a) Tita Merello, una gran personalidad del tango y el cine argentino que atravesó de manera central la totalidad del siglo XX. Es protagonizada por Mercedes Funes en el papel de Tita, junto a Damián De Santo, Esther Goris, Mario Pasik, Ludovico Di Santo, Andrea Pietra y Soledad Fandiño. Fue estrenada el 5 de octubre de 2017.

## Sinopsis
Tita Merello, famosa cantante y actriz, precursora en su estilo de un género singular, único e inolvidable, nació, vivió y murió en Buenos Aires, ciudad que supo amar y odiar, pero nunca quiso dejar. Nacida en la más absoluta pobreza, abandonada en un asilo por su joven madre cuando niña fue recuperada años más tarde por la misma para seguir sufriendo nuevos abusos y privaciones. Siempre dijo que comenzó a cantar por hambre, no por vocación. La película narra su historia de vida tomando el rumbo poético de su propia voz, acompañando el transitar de su ascenso desde el bajo fondo de la ciudad hacia el centro de las marquesinas del teatro de revista, el cine, los grandes escenarios. Fue aclamada, reconocida, amada, deseada y finalmente declarada por unanimidad como la única y extraordinaria "Tita de Buenos Aires", un ícono nunca olvidado.

## Reparto

### Protagonistas
- Mercedes Funes como Tita Merello.
- Damián De Santo como Luis Sandrini.

### Elenco Principal
- Esther Goris como Ana Gianelli.
- Mario Pasik como Simón Yriondo.
- Ludovico Di Santo como Hugo del Carril.
- Andrea Pietra como Silvia.

### Elenco Secundario
- Soledad Fandiño como Eva Perón.
- Enrique Liporace como Saverio.
- Lucas Rosasco como Enrique Santos Discépolo.
- Iván Espeche como Carlos Gardel.
- Juanma Muniagurria como Alfonso Bacán.
- Javier Pedersoli como Francisco Canaro.
- Ernesto Claudio como productor cinematográfico.
- Gabriel Fernández como Mario Castillo.
- Julián Belleggia como Tito Alonso.
- Federico Lama como Jorge Ruiz.
- Óliver Kolker como Lito.
- Marcelo Vilaró como teniente Coronel Soria.
- Luciano Correa como mayor Bermúdez.
- Cecilia Cambiasso como Lya Yriondo.
- Ana María Castell como secretaria.

## Producción
La película está producida por Buenos Aires Producciones, una empresa argentina destinada desde el año 1987 a la producción de cine, teatro y televisión. Su directora artística es Teresa Costantini, fundadora de la Fundación Arte Vivo.

## Banda sonora
Los tangos incluidos en la banda sonora de la película son algunos de los que Tita Merello ha popularizado en su extensa carrera como cantante. Todos ellos, con nuevos arreglos, son cantados por Mercedes Funes, la protagonista del film. Las grabaciones fueron llevadas a cabo en Estudios ION y Bulsara Records en Argentina y Estudio UNO en España, con la participación especial de la Orquesta Mad4Strings. La banda sonora incluye asimismo temas compuestos especialmente para la película por Osvaldo Montes quien además estuvo a cargo de los arreglos, música incidental y la nueva versión del tema emblemático “Se dice de Mí”.